# Polaskia chende
Polaskia chende är en kaktusväxtart som först beskrevs av Rol.-goss., och fick sitt nu gällande namn av A.C. Gibson och K.E. Horak. Polaskia chende ingår i släktet Polaskia och familjen kaktusväxter. Inga underarter finns listade i Catalogue of Life.

## Bildgalleri

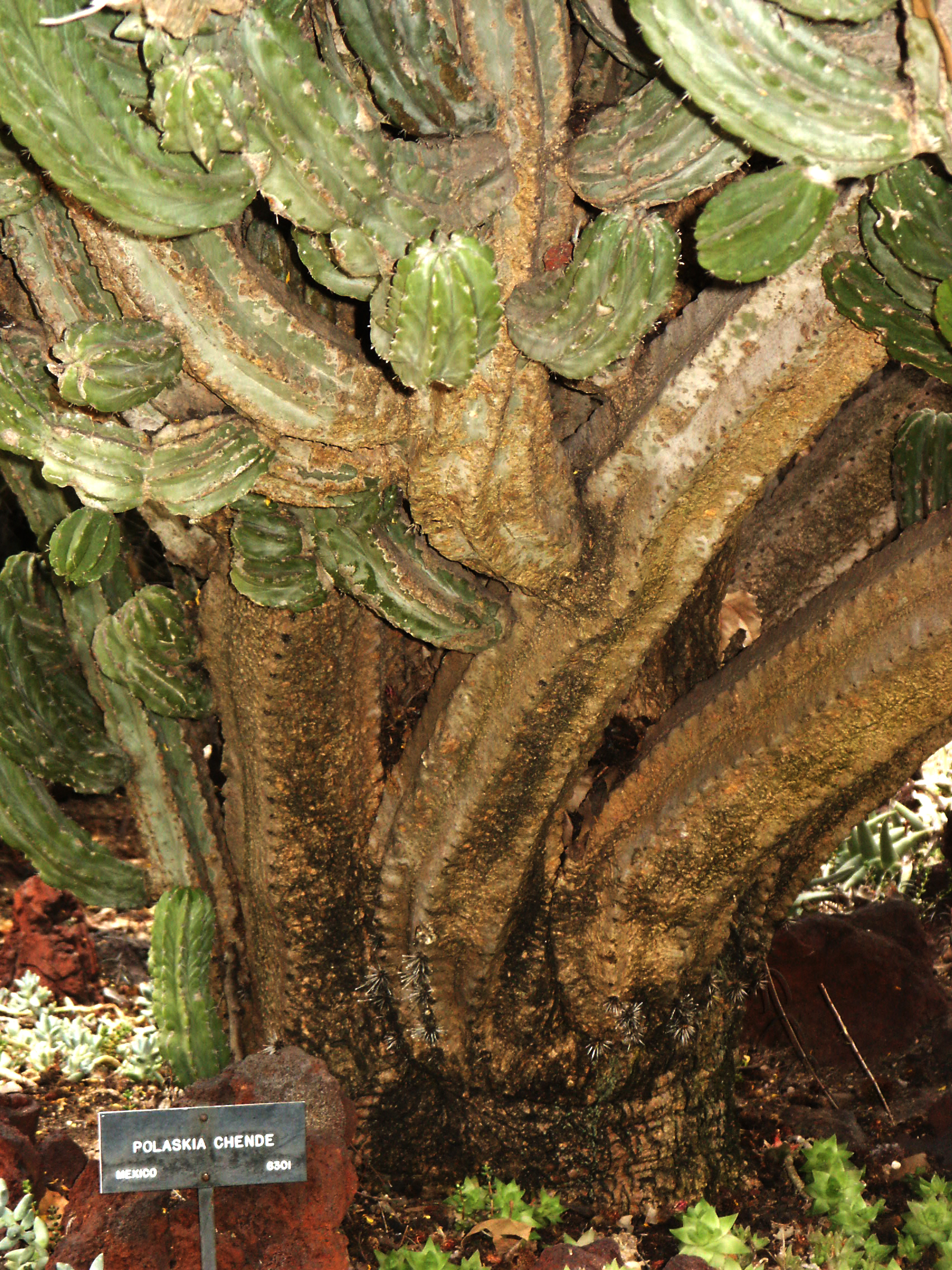
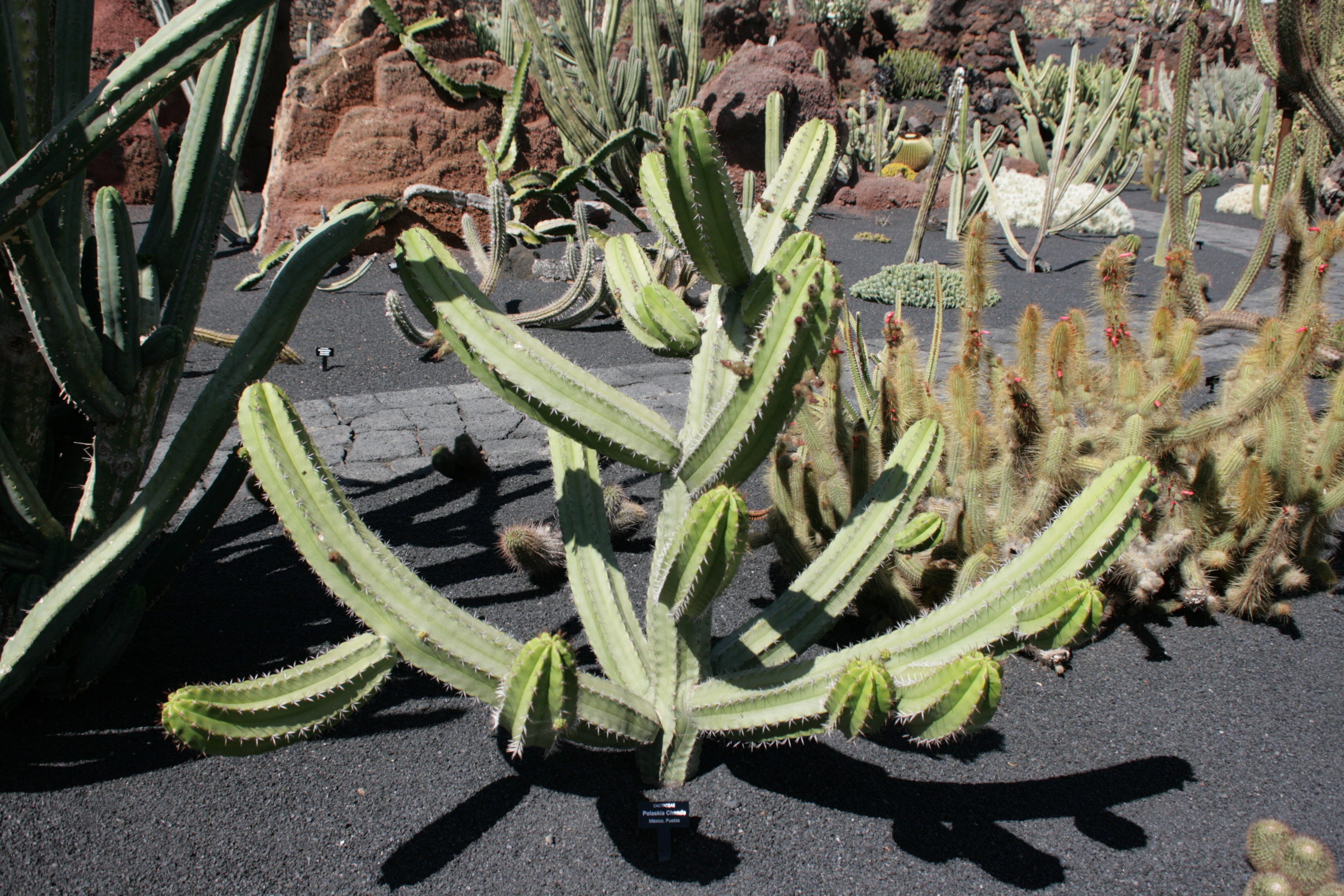